# YafaRay
YafaRay, originalmente YafRay, Yet Another Free Raytracer, é um renderizador raytracer código aberto que usa a linguagem XML para descrição de cenas. Ele foi recentemente integrado ao programa Blender e agora ele pode renderizar cenas feitas pelo Blender, diretamente, sem a necessidade de exportá-lo. O YafaRay é lançado sob a licença LGPL.

## Características

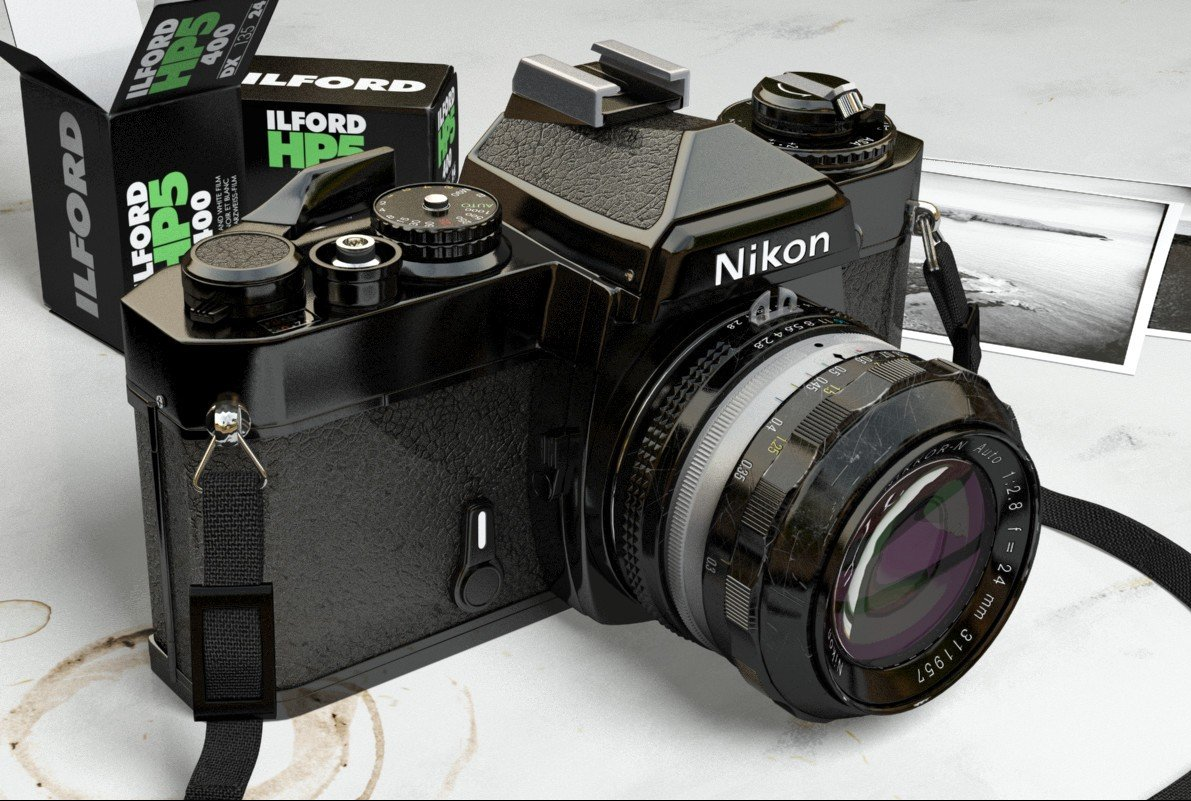
Uma imagem foto-realística renderizada no YafaRay

### Renderização
Iluminação Global
YafaRay usa iluminação global para produzir imagens renderizadas de cenas tridimensionais, usando aproximações derivadas do método de Monte Carlo.
Iluminação Skydome
Este sistema de iluminação é baseado na luz emitida diretamente do céu. Tomando conta dos cálculos das sombras que estão envolvidas. A iluminação pode ser obtida de uma imagem de alta escala dinâmica.
Cáustica
YafaRay usa mapeamento de fótons que permite a cáustica (distorções de luz produzidas pela reflexão ou a transmissão através da queima de vidro). Para simular os objetos de materiais translúcidos, há um preenchimento de dispersão superficial em desenvolvimento.
Profundidade de campo
O efeito focal de profundidade de campo (depth of field) como o de uma fotografia pode ser reproduzido utilizando-se essa opção. Fixando um ponto da cena, os outros objetos à uma distância maior ou menor do estarão desfocados.
Reflexão de borragem
Se uma superfície não é um refletor perfeito, aparecem distorções na luz refletida. Esta distorção irá crescer cada vez mais enquanto o objeto refletor é afastado. YafaRay pode simular este fenômeno.

### Arquitetura
Framework modular
O Yafaray possui uma estrutura modular, comum núcleo que conecta ao resto dos elementos de desenho: leitor de cenas, luzes e shaders. Isto junto a uma API, permite o desenvolvimento de plugins de desenho para serem usados com o YafaRay a partir de qualquer suíte ou programa 3D. Entre as suítes suportadas estão inclusas o Blender, o Wings 3D e o Aztec.
Multiplataforma
Yafaray foi desenvolvido utilizando C++. Isto o deixa com boa portabilidade e existem binários pré-compilados para a maioria das plataformas: GNU/Linux, Windows 9x/XP/2000, Mac OS X e IRIX. O YafaRay pode ser usado como uma motor de desenho stand-alone usando a seu próprio formato de descrição de cenas. Desta forma, ele pode ser usado diretamente por linha de comando, por um script, etc. Existe suporte para computação paralela ou renderização distribuída.